# Vietnámi labdarúgó-válogatott
A vietnámi labdarúgó-válogatott Vietnám nemzeti csapata, amelyet a vietnámi labdarúgó-szövetség (Vietnámiul: Liên Đoàn Bóng Đá Việt Nam) irányít.

## Világbajnoki szereplés
| Év       | Forduló    | Év   | Forduló       |
| -------- | ---------- | ---- | ------------- |
| 1930     | Nem indult | 1974 | Nem jutott be |
| 1934     | Nem indult | 1978 | Nem indult    |
| 1938     | Nem indult | 1982 | Nem indult    |
| 1950     | Nem indult | 1986 | Nem indult    |
| 1954     | Nem indult | 1990 | Nem indult    |
| 1958     | Nem indult | 1994 | Nem jutott be |
| 1962     | Nem indult | 1998 | Nem jutott be |
| 1966     | Nem indult | 2002 | Nem jutott be |
| 1970     | Nem indult | 2006 | Nem jutott be |
|          |            | 2010 | Nem jutott be |
|          |            | 2014 | Nem jutott be |
|          |            | 2018 | Nem jutott be |
| Összesen | 0/21       |      |               |

## Ázsia-kupa-szereplés
| Ázsia-kupa | Ázsia-kupa                | Ázsia-kupa | Ázsia-kupa | Ázsia-kupa | Ázsia-kupa | Ázsia-kupa | Ázsia-kupa |
| Év         | Helyezés                  | M          | Gy         | D          | V          | RG         | KG         |
| ---------- | ------------------------- | ---------- | ---------- | ---------- | ---------- | ---------- | ---------- |
| 1956       | 4. hely                   | 3          | 0          | 1          | 2          | 6          | 9          |
| 1960       | 4. hely                   | 3          | 0          | 0          | 3          | 3          | 13         |
| 1964       | Nem jutott be             | -          | -          | -          | -          | -          | -          |
| 1968       | Nem jutott be             | -          | -          | -          | -          | -          | -          |
| 1972       | Nem indult                | -          | -          | -          | -          | -          | -          |
| 1976       | Nem jutott be             | -          | -          | -          | -          | -          | -          |
| 1990       | Nem indult                | -          | -          | -          | -          | -          | -          |
| 1984       | Nem indult                | -          | -          | -          | -          | -          | -          |
| 1988       | Nem indult                | -          | -          | -          | -          | -          | -          |
| 1992       | Nem indult                | -          | -          | -          | -          | -          | -          |
| 1996       | Nem jutott be             | -          | -          | -          | -          | -          | -          |
| 2000       | Nem jutott be             | -          | -          | -          | -          | -          | -          |
| 2004       | Nem jutott be             | -          | -          | -          | -          | -          | -          |
| 2007       | Negyeddöntő               | 4          | 1          | 1          | 2          | 4          | 7          |
| 2011       | Nem jutott be             |            |            |            |            |            |            |
| 2015       | Nem jutott be             |            |            |            |            |            |            |
| Összesen   | Legjobb eredmény: 4. hely |            |            |            |            |            |            |

## Híresebb játékosok
| - Nguyễn Thế Anh (Ba Đẻn) - Võ Hoàng Bửu - Trương Tấn Bửu - Trần Minh Chiến - Lê Đình Chính - Đặng Trần Chỉnh - Nguyễn Cao Cường - Nguyễn Mạnh Cường - Huỳnh Quốc Cường - Nguyễn Văn Cường - Vương Tiến Dũng - Nguyễn Hữu Đang - Lê Huỳnh Đức - Vũ Minh Hiếu - Lưu Kim Hoàng - Phan Văn Santos |  | - Trương Việt Hoàng - Văn Sỹ Hùng - Đỗ Khải - Phạm Huỳnh Tam Lang - Trần Duy Long - Trần Công Minh - Trần Minh Quang - Phạm Văn Quyến - Phạm Văn Rạng - Nguyễn Hồng Sơn - Nguyễn Hữu Thắng - Nguyễn Đức Thắng - Dương Văn Thà - Lê Thế Thọ - Lê Công Vinh |